# Agua Fría, Cadereyta de Montes
Agua Fría är en ort i Mexiko.   Den ligger i kommunen Cadereyta de Montes och delstaten Querétaro Arteaga, i den centrala delen av landet, 170 km norr om huvudstaden Mexico City. Agua Fría ligger 2 278 meter över havet och antalet invånare är 104.
Terrängen runt Agua Fría är kuperad västerut, men österut är den bergig. Runt Agua Fría är det ganska glesbefolkat, med 38 invånare per kvadratkilometer. Närmaste större samhälle är Santa Ana, 3,2 km norr om Agua Fría. I omgivningarna runt Agua Fría växer i huvudsak blandskog.